# Waldemar de Brito
Waldemar de Brito (vɐwdeˈmaɾ dʒi ˈbɾitu, São Paulo, 17 de maig de 1913 - São Paulo, 21 de febrer de 1979) fou un jugador de futbol brasiler de les dècades de 1930 i 1940.

## Trajectòria
Començà a jugar a clubs locals de São Paulo com Syrio, Independência, i São Paulo da Floresta, avui São Paulo FC. Fou màxim golejador del campionat paulista (APEA) el 1933 amb 21 gols. El 1934 fitxà pel Botafogo FR, on passà una breu estada abans de fitxar pel club argentí San Lorenzo de Almagro. El 1936, retorna al Brasil per jugar al Flamengo, club on guanyà el campionat carioca el 1939. Retornà a São Paulo el 1943, al club Portuguesa de Desportos. Acabà la seva carrera el 1945 a la Portuguesa Santista.
Amb la selecció del Brasil jugà 18 partits i marcà 18 gols. Disputà el Mundial d'Itàlia 1934. En el partit de la primera ronda enfront Espanya xutà un penal que fou aturat per Ricard Zamora.
És considerat el descobridor de Pelé. El seu germà Petronilho de Brito també fou futbolista.